# NGC 7333
NGC 7333 је појединачна звезда у сазвежђу Пегаз која се налази на NGC листи објеката дубоког неба.
Деклинација објекта је + 34° 26' 15" а ректасцензија 22h 37m 11,7s. Привидна величина (магнитуда) објекта NGC 7333 износи 11,0 а фотографска магнитуда 14,8.